# Mannlicher M1895
O Mannlicher M1895 (em alemão:  Infanterie Repetier-Gewehr M.95, em húngaro:  Gyalogsági Ismétlő Puska M95; "Fuzil de Repetição de Infantaria M95") é um fuzil de ação por ferrolho de tração direta austro-húngaro, projetado por Ferdinand Ritter von Mannlicher que usava uma versão refinada de seu revolucionário ferrolho de tração direta, muito parecido com a carabina Mannlicher M1890. Foi apelidado de Ruck-Zuck pelas tropas austríacas (ruck-zuck na linguagem comum significa "para frente e para trás") e "Ta-Pum" pelas tropas italianas que escreveram uma música sobre ele durante a Primeira Guerra Mundial. Os produtores primários foram o ŒWG em Steyr e o FÉG em Budapeste.
Originalmente, eles eram equipados para o cartucho de projétil arredondado 8×50mmR, mas quase todos os fuzis foram convertidos para aceitar o cartucho Spitzer 8×56mmR, mais potente e de maior alcance, na década de 1930.

## História

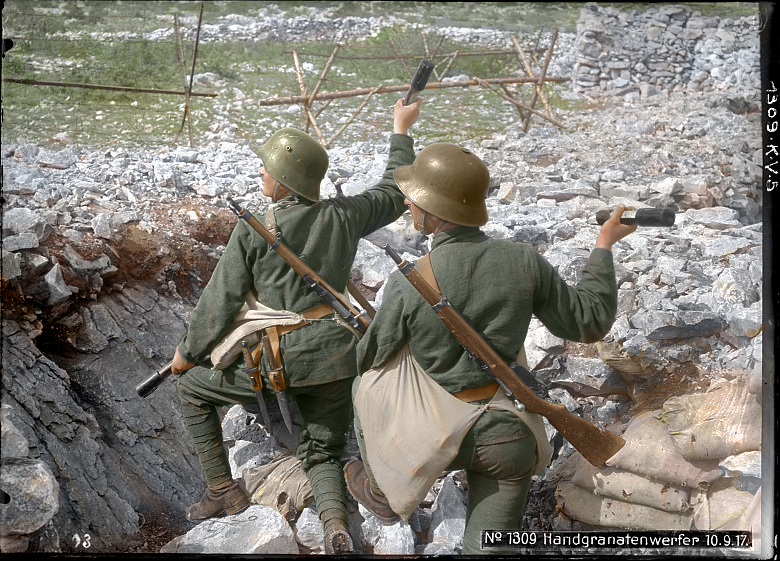
Sturmtruppen austro-húngaros armados com Mannlicher M95 Stutzens na frente do Isonzo em 1917 (colorido).

O M1895 foi inicialmente adotado e empregado pelo Exército Austro-Húngaro durante a Primeira Guerra Mundial, e mantido no pós-guerra pelos exércitos austríaco e húngaro. O principal operador estrangeiro foi a Bulgária, que, a partir de 1903, adquiriu grandes números e continuou a usá-los durante as Guerras Balcânicas e Mundiais. Após a derrota da Áustria-Hungria na Primeira Guerra Mundial, muitos foram dados a outros estados balcânicos como compensações de guerra. Vários desses fuzis também foram usados na Segunda Guerra Mundial, particularmente por unidades de segunda linha, reservistas e partisans na Romênia, Iugoslávia, Itália e, em menor grau, Alemanha. No pós-guerra, muitos foram vendidos como excedentes baratos, com alguns chegando às mãos de guerrilheiros africanos na década de 1970 e muitos mais sendo exportados para os Estados Unidos como armas de fogo esportivas e colecionáveis. O ferrolho do M1895 também serviu como um modelo quase exato para o malfadado fuzil canadense M1905 Ross, embora o posterior M1910 usasse uma rosca interrompida complicada em vez de duas alças sólidas.

## Munição
O M1895 foi originalmente calibrado no cartucho 8mm M.1893 scharfe Patrone (8×50mmR Mannlicher). Entre as guerras mundiais, tanto a Áustria quanto a Hungria converteram a maioria de seus fuzis para disparar o cartucho mais potente 8×56mmR.
A Iugoslávia converteu pelo menos alguns de seus M1895 capturados para 7,92×57mm Mauser, alimentados por clipes de tira em vez do sistema de clipe em bloco do modelo original. Esta conversão foi designada M95/24 e M95M. O M95/24 é frequentemente atribuído erroneamente à Bulgária, mas o 8×57mm IS nunca foi um cartucho padrão do exército búlgaro. Essas conversões são apreciadas por colecionadores por sua relativa escassez e calibragem em um cartucho comumente disponível, mas sofrem com um extrator frágil e falta de peças de reposição.

## Variantes
Para as conversões pós-Primeira Guerra Mundial, veja Conversões.

### Fuzil
O "Fuzil de Repetição de Infantaria M1895" (em alemão:  Infanterie Repetier-Gewehr M1895) era a variante básica. Ele tinha câmara para o cartucho 8×50mmR Mannlicher. Suas miras de ferro eram graduadas de 300 a 2600 passos (225 a 1950 m). Foi usado durante a Primeira Guerra Mundial pela maioria das tropas do Exército Austro-Húngaro.

### Stutzen
Este stutzen ou mosquetão (designação oficial em alemão: Repetier-Stutzen M1895; "Stutzen de Repetição M1895") foi usado principalmente por tropas especiais (ou seja, tropas de assalto) durante a Primeira Guerra Mundial. Ele tinha câmara para o cartucho 8×50mmR Mannlicher. Suas miras eram graduadas de 500 a 2400 passos (375 a 1800 m).
Peso: 3,09 kg

Comprimento: 1.003 mm

Comprimento do cano: 500 mm

### Carabina
A carabina (designação oficial em alemão: Kavalerie Repetier-Carabiner M1895; "Carabina de Repetição de Cavalaria M1895") tinha câmara para o 8×50mmR Mannlicher e era usada por unidades de cavalaria do Exército Austro-Húngaro como uma substituição da carabina Mannlicher M1890. As miras eram graduadas de 500 a 2.400 passos (375 a 1.800 m). Embora originalmente não tivesse reténs de baioneta, durante a Primeira Guerra Mundial foi equipada com faixa de cano frontal tipo stutzen com reténs de baioneta depois que unidades de cavalaria montadas foram consideradas ineficazes.
Peso: 3,4 kg

Comprimento: 990 mm

Comprimento do cano: 480 mm

### Fuzil de precisão

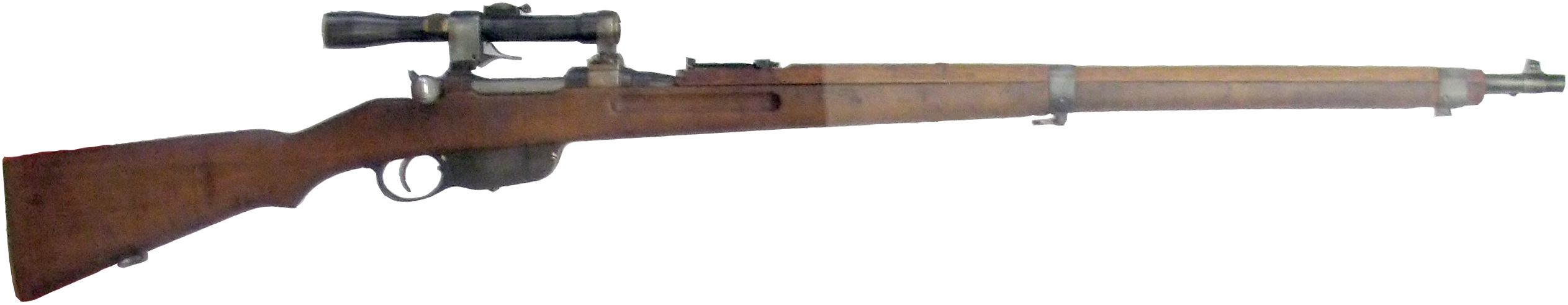
Variante de fuzil de precisão.

A principal diferença do fuzil padrão e do fuzil de precisão era a montagem da mira telescópica. A mira era montada ligeiramente à esquerda para que o fuzil pudesse ser alimentado pelo clipe em bloco. Aproximadamente 6.000 fuzis de precisão de cano longo e curto foram feitos nos anos de 1915 a 1918.

### Conversões

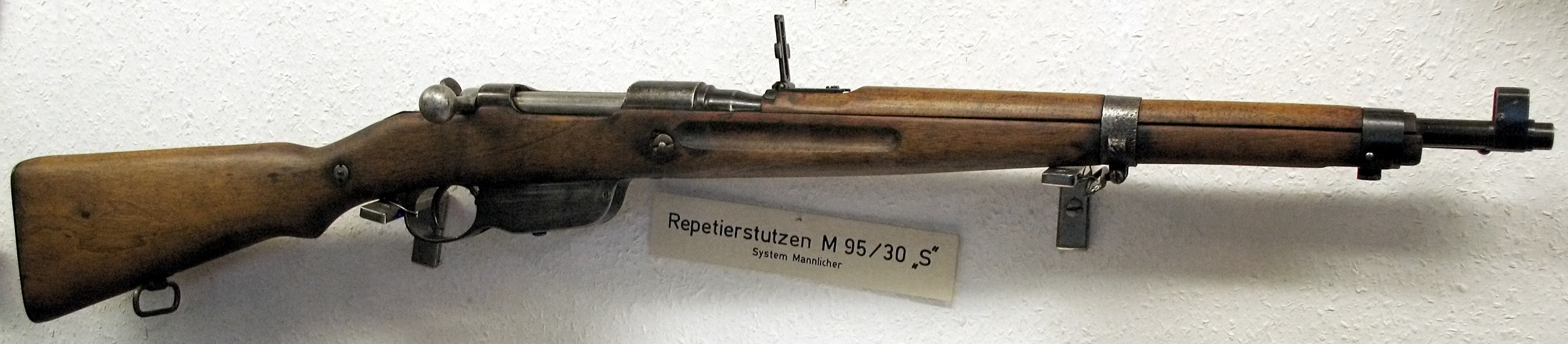
A conversão Mannlicher M95/30.

O M95/30 foi uma conversão na Primeira República Austríaca pela Steyr Mannlicher durante 1930-1940. Esses fuzis carregam a letra S que significa Spitzer estampada no cano. A principal modificação foi a conversão para o cartucho 8×56mmR. Outras mudanças foram a conversão de miras de escada da unidade de passo mais antiga para metros e a adição de um protetor de massa de mira de latão. Muitos fuzis longos foram cortados para o comprimento Stutzen. A maioria dos M95/30s foi enviada para a Bulgária durante 1938-40, onde os protetores de massa de mira foram removidos.

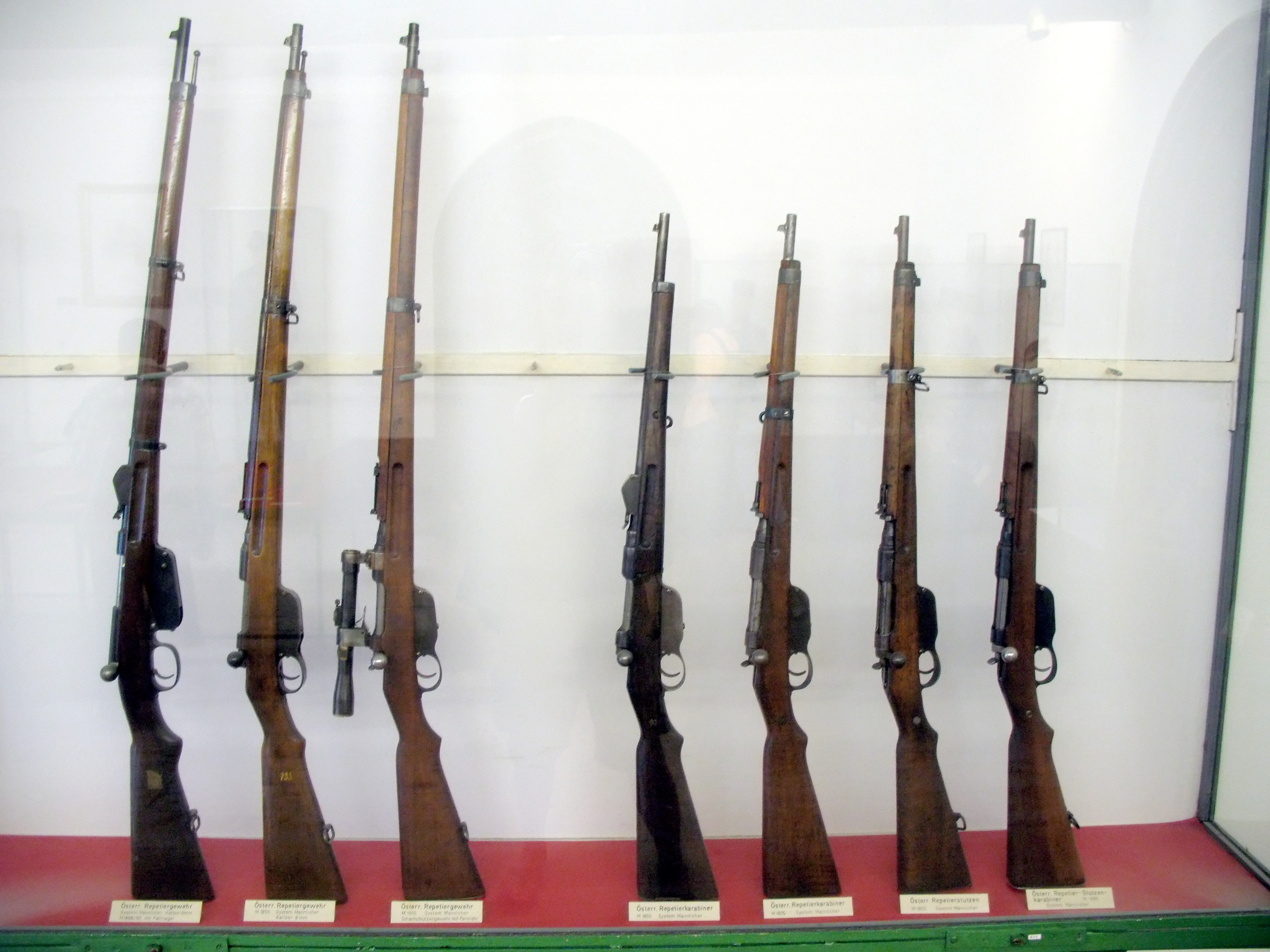
Vários fuzis e carabinas Mannlicher. O fuzil longo na extrema esquerda é um modelo 1888 e a carabina na extrema esquerda é um modelo 1890. O resto são vários modelos 1895.

O 31.M ou M95/31 foi uma conversão feita no Reino da Hungria. Os fuzis foram convertidos de 1931 a 1935 pela FÉG em Budapeste e carregam a letra H que significa Hegyes Töltény (bala pontiaguda) estampada na parte superior da câmara. A conversão incluiu o recalibramento para o novo cartucho de bala pontiaguda 8×56mmR, novas miras métricas de escada e a adição de um protetor de massa de mira. Os fuzis longos foram cortados para o comprimento da carabina e designados 31/a.M. Um pequeno número foi recalibrado, mas não foi cortado para os Guardas Governamentais Húngaros; estes tinham baionetas longas especiais.
O M95M ou M95/24 foi uma conversão para o cartucho 7,92×57mm pelo Arsenal de Kragujevac no Reino da Iugoslávia. Esses fuzis apresentam canos, miras, guarda-mãos semelhantes dos Mauser M24 iugoslavos e são alimentados por clipes de tira de cinco cartuchos. Seus extratores são propensos a quebrar quando disparados com um único tiro. Alguns desses fuzis foram encontrados no Reino da Grécia pelas forças alemãs durante a Segunda Guerra Mundial e foram erroneamente atribuídos à origem grega.

#### Uso e modificações húngaras durante a Segunda Guerra Mundial

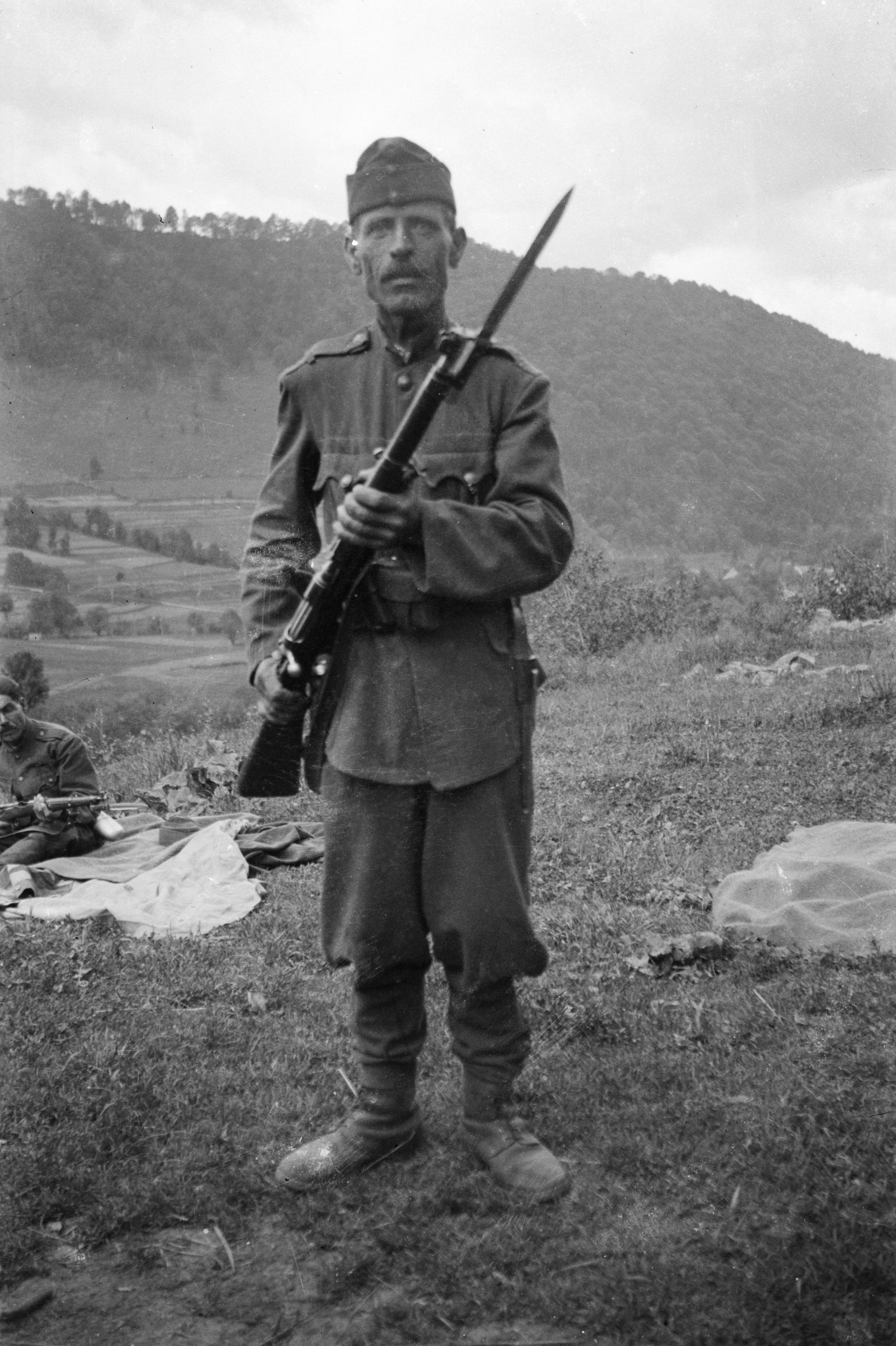
Reservista húngaro com um fuzil Mannlicher, 1940.

Depois de 1938, os soldados húngaros em companhias de fuzileiros foram reequipados com o novo fuzil 35M, mas a maioria dos soldados (metralhadores, tropas de suprimentos, pioneiros, artilheiros, mensageiros etc.) ainda estavam equipados com Mannlichers. Em meados de 1940, as Forças Reais de Defesa Húngaras ('Magyar Királyi Honvédség', o nome do exército na época) tinham 565 mil fuzis. Destes, 105 mil eram novos 35M e o restante era Mannlicher, por variantes:
- 100 mil 95M (com câmara para 7,62, comprado da Alemanha, usado em unidades de segunda linha)
- 11 mil 89/90M (dados da Áustria em troca de dívidas)
- 349 mil 31.M (antigos fuzis convertidos para o padrão 8x56 e produção FÉG pós-guerra)
  - Os fuzis de comprimento de carabina foram designados como 31.a.M, e estes foram regularizados nas companhias de metralhadoras, baterias de artilharia, unidades de reconhecimento e sinalização. A proporção precisa das variantes 31M e 31.a.M não é conhecida.[11]

Durante 1941, 30 mil fuzis 95M foram convertidos para o padrão 31.AM (nota: o nome mudou de a.M. para AM). Depois de 1941, apenas 35M (e sua versão com câmara para Mauser) foram produzidos, então o número de Mannlichers diminuiu continuamente. Além das perdas, o desgaste significativo das armas já bastante antigas também desempenhou um grande papel nisso. Mannlichers permaneceram o tipo quase exclusivo de fuzil em algumas formações, por exemplo, unidades pioneiras e de artilharia usaram 31.Ms até o fim da guerra. Isso levou a vários problemas durante as batalhas de 1945, pois os emperramentos eram altamente prevalentes. A maioria desses problemas surgia do disparo rápido e repetido, que fez com que armas já desgastadas emperrassem devido à expansão térmica. Se um soldado tentasse abrir a trava à força, ela poderia quebrar. Depois de 1945, algumas peças ainda eram usadas pelas unidades militares, de guarda de fronteira e policiais restabelecidas, mas elas se desgastaram rapidamente. Além disso, a maioria dos fuzis pertencentes a civis (caçadores, guardas) foram confiscados pelos comunistas. Então, curiosamente, mais fuzis 31M permaneceram intactos nos países vizinhos do que na Hungria.

## Operadores

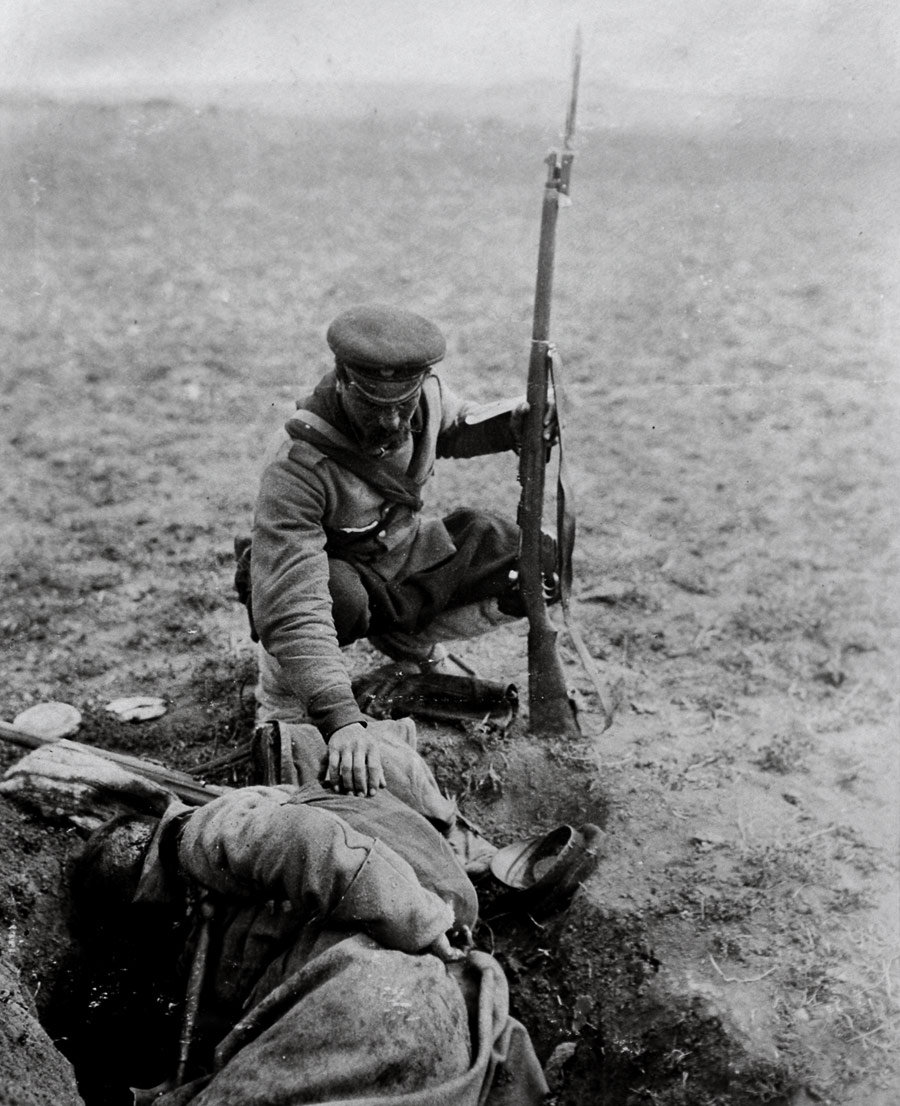
Soldado búlgaro e um camarada morto durante a Primeira Guerra Balcânica

- Albânia: Aproximadamente 4.000 fuzis foram encomendados pelo Comitê Revolucionário Albanês em 1911. A Albânia também recebeu vários fuzis após a Primeira Guerra Mundial como compensações de guerra.[12]
- Primeira República Austríaca: Em serviço desde outubro de 1918 até o Anschluss.[13]
- Áustria-Hungria: Em serviço de 1895 até a dissolução da Áustria-Hungria em 1918. Entrou em ação principalmente durante a Primeira Guerra Mundial como o fuzil padrão do Exército Austro-Húngaro.
- Reino da Bulgária: A partir de 1898, a Bulgária começou a importar fuzis M95 Mannlicher, no início exclusivamente de Steyr e depois também de Budapeste. Aproximadamente 83.000 fuzis longos e 2.000 carabinas foram importados. Eles podem ser identificados por um brasão de leão búlgaro estampado na câmara e o nome do fabricante no lado esquerdo do receptor.[6] M95s, incluindo armas capturadas pela URSS, foram usadas pela República Popular da Bulgária do pós-guerra.
- Tchecoslováquia: A Tchecoslováquia tinha cerca de 200.000 Mannlicher M95s em sua posse. A fábrica de Zbrojovka Brno fabricou um número desconhecido de canos, coronhas e faixas de canos M95 antes de mudar para a produção da série Mauser. A maioria foi vendida para a Bulgária na década de 1930, mas alguns permaneceram armazenados até a Segunda Guerra Mundial.[14]
- Sudetendeutsches Freikorps[15]
- Finlândia: A Finlândia obteve aproximadamente 2300 fuzis durante a década de 1920 no calibre 8×50mmR Mannlicher. Eles foram marcados como SA e são valiosos entre colecionadores.[16]
- Império Etíope: Adquiriu fuzis Mannlicher durante o período entreguerras, principalmente no calibre original 8×50mmR (embora alguns M95/30s tenham sido encontrados em estoques etíopes).[17] Algumas carabinas ex-italianas também foram usadas até 1946.
- Alemanha Nazista: Usado pela polícia alemã e pela Volkssturm durante a Segunda Guerra Mundial.[18][19]
- Reino da Grécia: A Grécia tinha vários fuzis M95/24 e M95M com câmara para o 8×57mm IS e, após a ocupação da Grécia pelo Eixo em abril de 1941, chegaram à disposição da Wehrmacht sob a designação Gewehr 306(g).[20]
- Reino da Hungria: Após a dissolução da monarquia dual, a parte húngara recebeu sua cota de M95s.
- Reino da Itália: Capturados na Frente Italiana e recebidos como compensações de guerra.[21] Em 1937, mais de 200.000 M.95s no calibre original estavam estocados na África Oriental Italiana.[22] Eles eram predominantemente usados por tropas coloniais. Eles são frequentemente marcados como AOI para Africa Orientale Italiana. Os fuzis capturados pelos britânicos eram enviados para a Índia como treinadores.[23]
- Quênia: Números muito limitados
- Organização Revolucionária Interna da Macedônia: Fornecido pelo Reino da Bulgária.[24]
- Segunda República Polonesa:[25] Fuzis austro-húngaros excedentes foram usados durante a Guerra Polaco-Soviética e mais foram recebidos pela polícia armada na década de 1920.[26]
- Dinastia Qing: O Corpo de elite Wuwei estava equipado com um número significativo de fuzis Mannlicher importados.[27]
- Reino da Romênia: Comprado durante as guerras dos Bálcãs, mais tarde obtido de capturas russas ou romenas. Inicialmente emitido para tropas de segunda linha.
- Império Russo: Durante a Primeira Guerra Mundial, fuzis capturados foram amplamente usados no exército russo devido à falta de fuzis e cartuchos locais para eles.[28]  Os fuzis capturados russos podem ter uma letra cirílica П (P). Os esforços russos para converter seu fuzil de serviço, o Mosin-Nagant de ação por ferrolho giratório para ação autocarregável não tiveram sucesso, é por isso que eles decidiram alterar o fuzil Mannlicher M1895 de tração direta, mas chegaram à conclusão de que o desenvolvimento de fuzis automáticos requer uma abordagem diferente por parte dos inventores.[29]
- Reino da Sérvia: Capturado durante as Guerras dos Balcãs da Bulgária e Áustria-Hungria durante a Primeira Guerra Mundial, também recebido como compensações de guerra no calibre original. Passado para o Reino da Iugoslávia.
- Espanha Franquista: Durante a Guerra Civil Espanhola, a Agência Soviética NKVD forneceu às Forças Republicanas na Espanha 20.000 fuzis e carabinas Mannlicher Wz.95 comprados do Ministério da Defesa polonês. A remessa de fuzis não chegou aos seus operadores pretendidos; foi capturada pelos nacionalistas de Franco. A maioria das armas da Guerra Civil Espanhola acabou no mercado excedente dos EUA durante 1959-62. Essas armas podem ter marcações adicionais da Guerra Civil Espanhola e vários grafites.[30]
- República Popular da Ucrânia Ocidental: Estava a serviço do Exército Ucraniano Galego.
- Iêmen[31]
- Reino da Iugoslávia: A Iugoslávia herdou um grande número de fuzis Mannlicher de territórios que faziam parte da Áustria-Hungria até o fim da Primeira Guerra Mundial e do Reino da Sérvia. Fuzis na configuração original foram usados pela Gendarmaria. Cerca de 122.000 foram convertidos para o calibre 7,92×57mm Mauser como M95M e M95/24.[32] Alguns foram usados pelo Exército Popular Iugoslavo do pós-guerra.